# Boris-Nemzow-Stiftung für die Freiheit
Die Boris-Nemzow-Stiftung für die Freiheit ist eine gemeinnützige Gesellschaft mit beschränkter Haftung mit Sitz in Bonn, die zum Gedenken an das Lebenswerk des russischen Staatsmannes Boris Nemzow gegründet wurde. Gründerin ist die älteste Tochter von Boris Nemzow, Schanna Nemzowa.
Im Frühjahr 2024 wurde die Boris-Nemzow-Stiftung in Russland als „unerwünschte Organisation“ eingestuft.

## Ziele

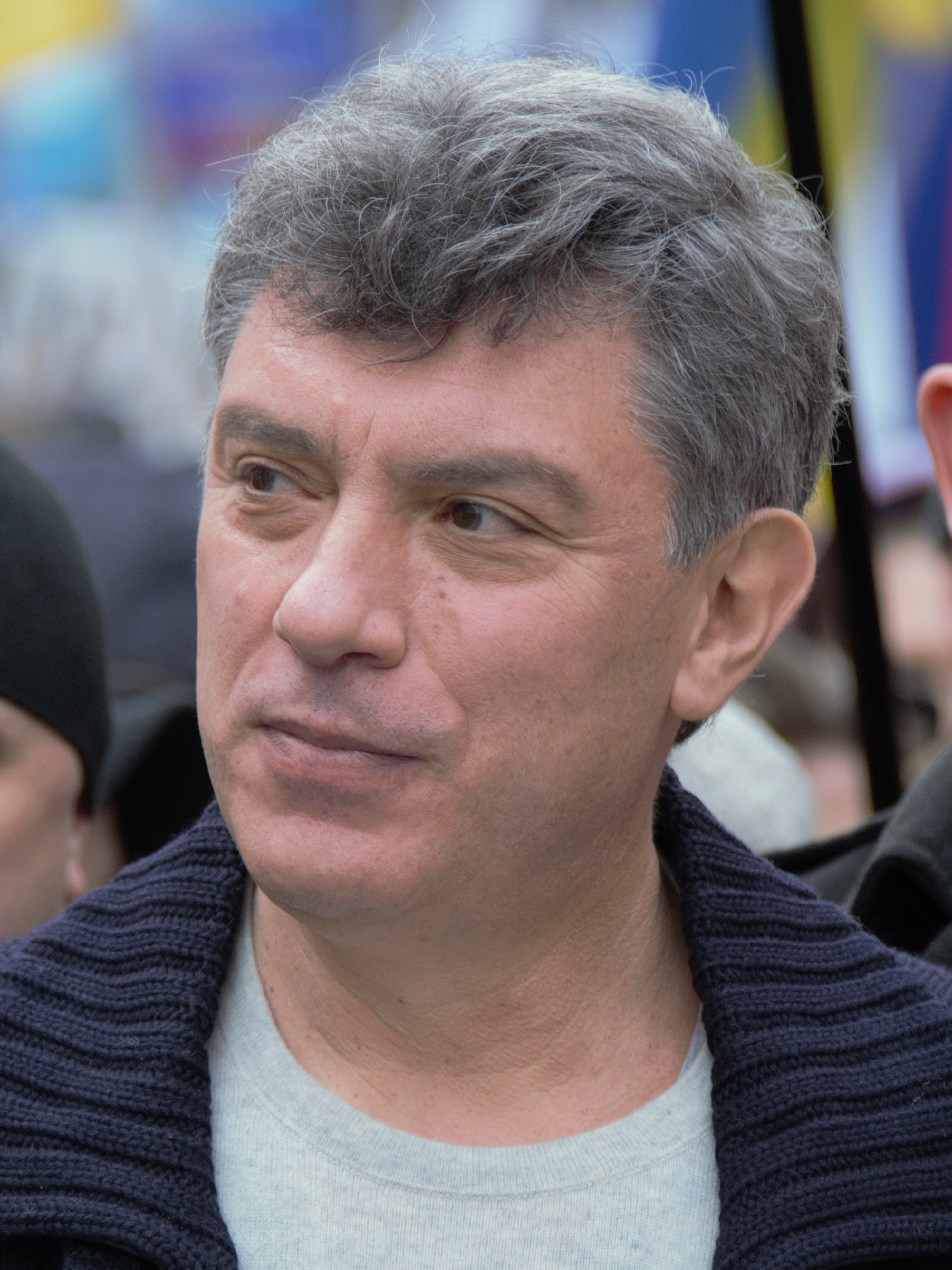
Boris Nemzow (2014)

Die Boris-Nemzow-Stiftung für die Freiheit gGmbH soll zur Förderung von Bildung, Freiheit und fortschrittlicher Entwicklung beitragen. Die Ziele sind insbesondere:
- Bildung und Freiheit der Information
- Training und berufliche Entwicklung
- der deutsch-russische Dialog
- Förderung europäischer Werte
- Aktivitäten zum Gedenken an Boris Nemzow

## Organe
Die Gremien der Stiftung sind das Kuratorium und das Leitungsteam.

### Kuratorium
Mitglieder des Kuratoriums sind (Stand 2023):
- Boris Zimin
- Ute Kochlowski-Kadjaia
- Tomáš Petříček
- Cathy Breen

### Leitungsteam
Dem Leitungsteam gehören an (Stand 2023):
- Schanna Nemzowa, Mitgründerin
- Sergei Alexaschenko, Mitgründer
- Olga Schorina, Mitgründerin
- Anna Tscherednitschenko, Geschäftsführerin

## Aktivitäten
Die Stiftung arbeitet mit der Friedrich-Naumann-Stiftung für die Freiheit zusammen.

### Boris-Nemzow-Preis

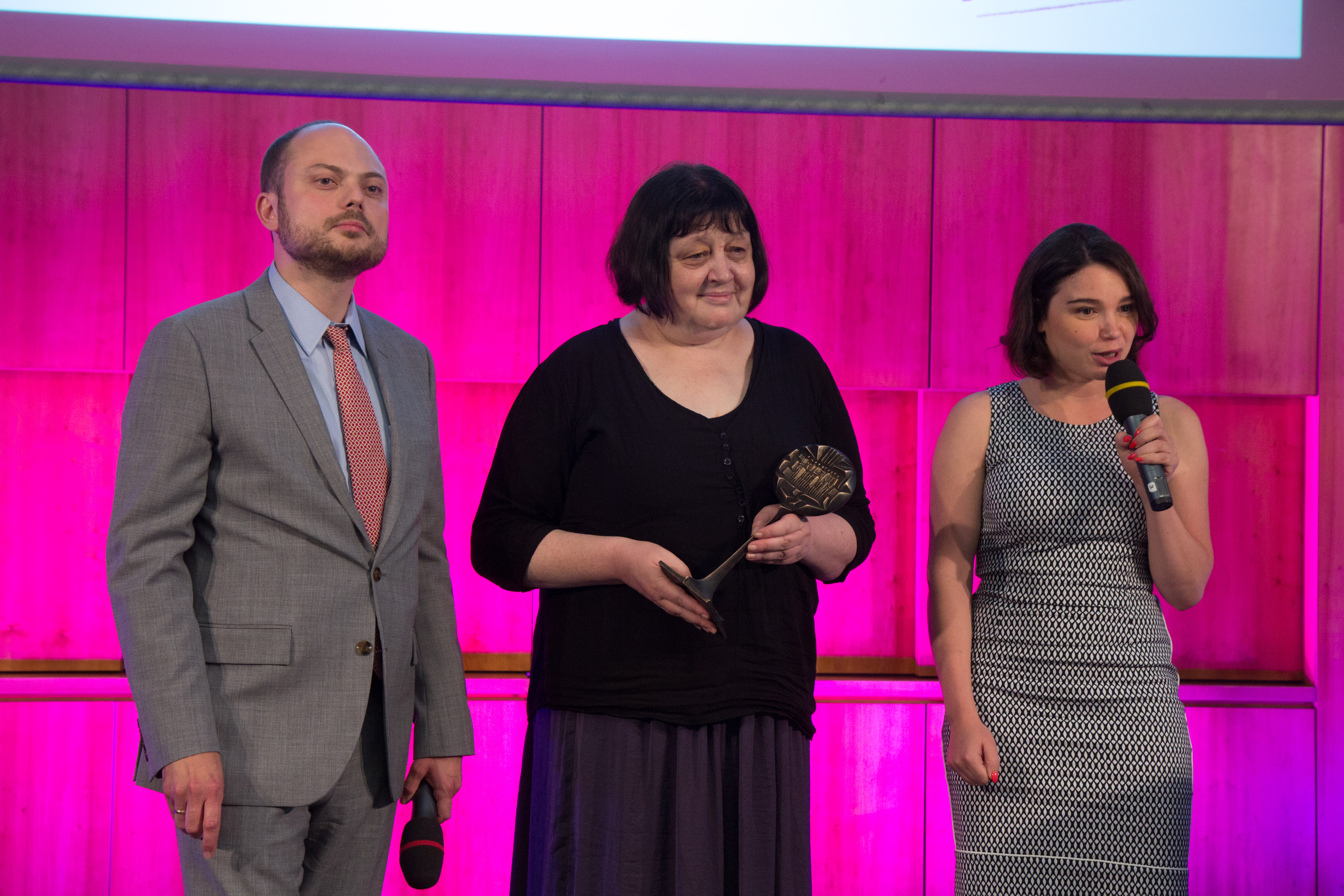
Preisverleihung 2018, von links: Wladimir Kara-Mursa (Vorsitzender des Kuratoriums), Nadeschda Mitjuschkina (Preisträgerin), Schanna Nemzowa (Gründerin der Stiftung)

Seit 2016 verleiht die Stiftung den Boris-Nemzow-Preis. Die Auszeichnung wird in Kooperation mit der Friedrich-Naumann-Stiftung an eine Person verleihen, die sich im Kampf für die Meinungsfreiheit und bei der Hilfe für politisch, rassisch oder religiös Verfolgte besonders engagiert. Der Preis kann an prominente Personen, Journalisten und Künstler vergeben werden. Der Preisträger wird vom Stiftungsrat ausgewählt.
Bisherige Preisträger sind:
- 2016: der Politiker Lew Schlossberg[9]
- 2017: der Aktivist Ildar Dadin[10]
- 2018: Nadeschda Mitjuschkina, Mitglied der Bewegung Solidarnost[11]
- 2019: die Aktivistin Anastasia Schewtschenko[12]
- 2020: der Aktivist Konstantin Kotow[13][14]
- 2021: der Politiker Alexei Nawalny
- 2022: der ukrainische Präsident Wolodymyr Selenskij[15]
- 2023: Maria Ponomarenko, Nikita Tuschkanow, Wladimir Rumjanzew, Michail Simonow und Maxim Lypkan[16]

### Boris-Nemzow-Zentrum zur Russland-Forschung
Zusammen mit der Philosophischen Fakultät der Karls-Universität in Prag wurde das akademische Boris-Nemzow-Zentrum zur Russland-Forschung gegründet. Das Zentrum wird als Expertenplattform funktionieren und mit den anderen Forschungs- und akademischen Zentren zusammenarbeiten. Außerdem sollen dort öffentliche Vorträge, wissenschaftliche Seminare, Konferenzen mit Beteiligung von den russischen und internationalen Intellektuellen organisiert werden.
Das Zentrum wird von Aleksandr Morosow und Marek Przhigoda geleitet. Am 8. Februar 2018 fand die festliche Eröffnung des Zentrums in der philosophischen Fakultät statt. Die Arbeit des akademischen Zentrums wurde am 1. März 2018 aufgenommen.